# Pomologen-Verein
Der Pomologen-Verein e. V. ist eine seit 1991 bestehende Interessensvertretung für Pomologen in Deutschland. Im Rahmen des Obst- und Gartenbaues werden Landespflege, Umweltschutz und Naturerhalt gefördert. Dies dient der Bewahrung der Kulturlandschaft mit einer artenreichen Tier- und Pflanzenwelt und des menschlichen Wohlbefindens. Insbesondere werden diese Ziele verfolgt durch die Sammlung und Erhaltung alter Obstsorten, das Bemühen um die Sortenkunde (Pomologie) zur Bestimmung und Beschreibung von Obstsorten und ihrer Geschichte, sowie der Unterstützung des Obstbaus, insbesondere des landschaftsprägenden Streuobstes und des Liebhaber-Obstbaus.

## Geschichte
Obwohl die Geschichte des Obstbaus für die deutschsprachige Region sich bis in die spätrömische Zeit zurückverfolgen lässt, wird eine Institution, die sich systematisch der Förderung dieses Wissens widmet, erst recht spät entwickelt. Mit der Entwicklung des Buchdrucks werden beispielsweise auch schon erste pomologische Werke verlegt. Ab der Renaissance werden schon vereinzelt Obstsorten gesammelt, und es wird durch herrschaftliche Erlasse der Obstbau allgemein gefördert. Zu dieser Zeit beginnt durch Einzelpersonen eine stärkere züchterische Arbeit und der Handel, sowie damit auch die Selektion, verstärken sich. Weiterhin beginnen die ersten Pomologen, Sortenbeschreibungen zu erstellen.
In der nach-napoleonischen Zeit nimmt der überregionale Handel und damit der Bedarf an Normen und einheitlichen Beschreibungen zu. In diesem Kontext wurde im Jahr 1860 der erste Deutsche Pomologen-Verein gegründet. Dieser damalige Verein stellte sich selbst die Aufgabe, alle zu dieser Zeit bekannten Sorten zu bestimmen, zu prüfen und für den Anbau zu bewerten. Es wurde ein großes Gewicht auf den Erhalt und die Strukturierung der Vielfalt der Sorten gelegt. In dieser Zeit wurden für den gesamten Raum des heutigen Europa alleine zwei- bis dreitausend verschiedene Apfelsorten aufgelistet. Der Deutsche Pomologen-Verein konnte seine Arbeit bis 1919 fortsetzen, bis hinein in die Wirren des Ersten Weltkrieges.
Die Nachfolgeorganisation war die Deutsche Obstbau-Gesellschaft, allerdings verfolgte sie von ihrem Vorgänger deutlich abweichende Ziele. Die Deutsche Obstbau-Gesellschaft plante mit der Einführung der Reichsobstsorten eine Reduktion auf beispielsweise nur noch drei Apfelsorten für das gesamte Reichsgebiet, um die Erzeugung und den Handel zu vereinfachen. Die Umsetzung dieser Planungen war nicht erfolgreich, und die bestehenden Obstbäume blieben zu großen Teilen erhalten. Die Weltwirtschaftskrise und der Zweite Weltkrieg verhinderten eine nennenswerte Reduktion der Obstsorten.
Der neue Pomologen-Verein e. V. wurde am 26. Januar 1991 in Barnstorf bei Diepholz gegründet. Die Initiative dazu ging von den Pomologen Gert Müller und Gerold Brüntjen aus, die zuvor im Jahr 1990 ein Treffen deutscher Pomologen organisiert hatten und mit der Vereinsgründung den Austausch zwischen den Pomologen fördern sowie die Aktivitäten bei der Suche und Identifikation alter Obstsorten besser koordinieren wollten. Von den 16 Gründungsmitgliedern wurde Gert Müller zum 1. Vorsitzenden gewählt.
Der Pomologen-Verein setzt die Tradition des Deutschen Pomologen-Vereins fort und hat sich dem Erhalt möglichst vieler, auch alter Obstsorten verschrieben, auch um die Ansätze zum Erhalt einer möglichst großen Vielfalt, also einer hohen Biodiversität, zu stützen. Ein wichtiger Anteil der Arbeit ist hier das Auffinden und die Forschung zu zwischenzeitlich verschollenen alten Sorten.
Zur allgemeinen Geschichte des Wissensgebietes Pomologie hält der Pomologen-Verein eine kurze Übersicht, sowie weitere Bücher in seiner Bibliothek und teilweise, soweit verfügbar, auch in einem Online-Shop bereit.

## Wirken
Neben den Seminaren zur Sortenbestimmung werden auch Obstbaumschnitt-Kurse angeboten. Seit Ende 2011 gibt es die von Mitgliedern der AG Obstgehölzpflege im PV angebotene zweijährige Ausbildung Obstgehölzpflege.
Der Pomologen-Verein
- findet und identifiziert alte Obstsorten und sorgt zusammen mit lokalen Baumschulen für deren erneute Vermehrung und Verbreitung.
- berät bei Neuanpflanzung und Sortenwahl und empfiehlt Sorten für die Region, insbesondere für Streuobst und Selbstversorgeranbau
- unterstützt Liebhaber- und landschaftsprägenden Obstbau sowie Direktvermarkter von Obst
- erprobt neue Sorten für extensiven Hochstamm-Obstbau („Streuobst“) und arbeitet mit Baumschulen zusammen
- legt Sortengärten an, organisiert Obstausstellungen und Apfeltage und kooperiert mit Vereinen und Institutionen im In- und Ausland, die den Erhalt der biologischen Vielfalt zum Ziel haben
- setzt sich dafür ein, dass der Erhalt alter Obstsorten in der Öffentlichkeit als wichtige Aufgabe wahrgenommen wird
- pflegt eine Bibliothek mit historischer Obstbau- und Obstsortenliteratur und veröffentlicht u. a. das Jahresheft des Vereins und Reprints alter Obstsorten-Werke

Der Verein und die Stadt Naumburg verleihen einen Preis für herausragende Leistungen auf dem Gebiet der Erhaltung pflanzengenetischer Ressourcen im Obstbau – benannt nach Johann Georg Conrad Oberdieck, einem der bedeutendsten deutschen Pomologen des 19. Jahrhunderts. Der Preis ist mit 1500 Euro dotiert und wird vom Hessischen Ministerium für Umwelt, ländlichen Raum und Verbraucherschutz unterstützt.

## Organisation
- Landesverbände: 13. Jeder Landesverband entsendet ein Mitglied in einen Beirat des Vereins, der bei Länderangelegenheiten ein Mitspracherecht besitzt[10]
- sonstige Organisationen: 2
- eine Geschäftsstelle (Sitz in Hamburg)

### Vorstand
Auf der Mitgliederversammlung am 2. September 2018 wurden für zwei Jahre Sabine Fortak zur Bundesvorsitzenden und Christoph Vanberg zu ihrem Stellvertreter gewählt.

## Mitglied in Dachverbänden
Der Pomologen-Verein e. V. ist Mitglied im Dachverband Kulturpflanzen- und Nutztiervielfalt e. V.

## Mitgliederzeitschriften
- Einmal jährlich erscheint das „Jahresheft“, das kostenlos an alle Mitglieder versendet wird. Diese Jahreshefte sind auch online erhältlich.[12]